# Primula apicicallosa
Primula apicicallosa är en viveväxtart som beskrevs av Ding Fang. Primula apicicallosa ingår i släktet vivor, och familjen viveväxter. Inga underarter finns listade i Catalogue of Life.